# Fireflight

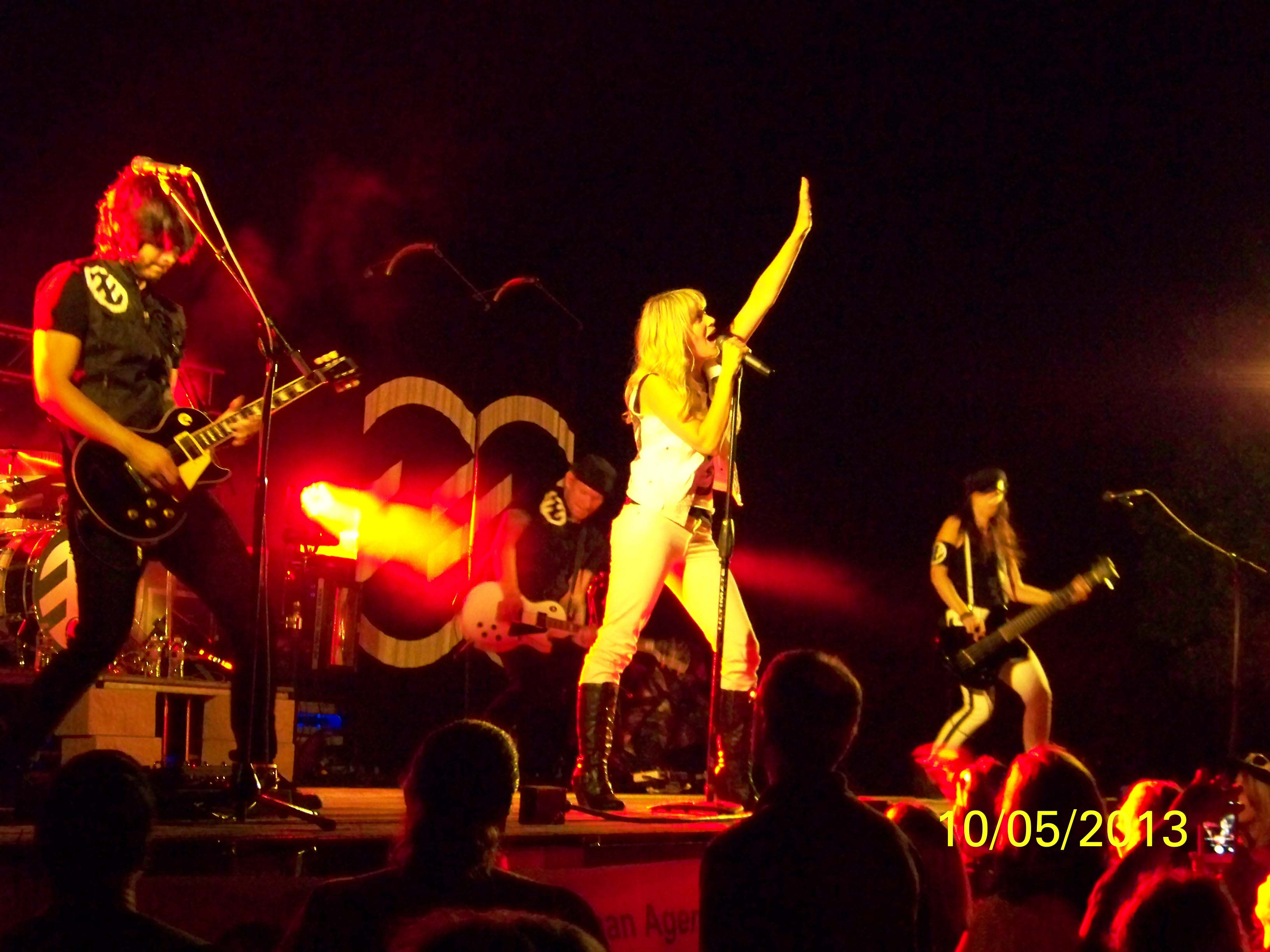
Fireflight tijdens een concert in Pennsylvania in 2013

Fireflight is een Amerikaanse christelijke rockband uit Eustis (Florida), opgericht in 1999. In 2006 bracht de band zijn debuutalbum The Healing of Harms uit, in 2008 gevolgd door Unbreakable. De band werd verschillende keren genomineerd voor de Dove Awards en eenmaal voor een Grammy voor het beste rock- of rap-gospelalbum. In geen van de gevallen wist de band ook een prijs in de wacht te slepen.
Het eerste optreden van Fireflight in Nederland vond plaats in augustus 2008 op het Xnoizz Flevo Festival.

## Bandleden
- Dawn Michele - zang
- Wendy Drennen - basgitaar en zang
- Justin Cox - gitaar en achtergrondzang
- Glenn Drennen - gitaar
- Phee Shorb - drums

## Discografie

### Albums
- 2002: "Glam-rok" (Independent)
- 2004: "On The Subject Of Moving Forward EP" (Independent)
- 2006: "The Healing Of Harms" (Flicker Records)
- 2008: "Unbreakable" (Flicker Records)
- 2010: "For Those Who Wait"
- 2012: "Now"
- 2015: "Innova"

### Singles
- "You Decide" (2006)
- "Waiting" (2006)
- "It's You" (2007)
- "Star of the Show" (2007)
- "Attitude" (2007)
- "Unbreakable" (2008)
- "Brand New Day" (2008)
- "The Hunger" (2008)
- "You Gave Me a Promise" (2009)
- "Stay Close" (2011)